# رولون
رِوْلون، (به انگلیسی: Revlon) شرکت مراقبت‌های شخصی آمریکایی است، که در زمینه تولید و توزیع لوازم آرایشی و بهداشتی، عطر و محصولات مراقبت‌های شخصی فعالیت می‌نماید.
شرکت رولون در سال ۱۹۳۲ توسط چارلز روسون راه‌اندازی شد و در حال حاضر شرکت مک‌آندرس اند فوربز با در اختیار داشتن ۶۰٪ درصد از سهام و شرکت سرمایه‌گذاری فیدلیتی با ۲۰٪ درصد از سهام رولون، سهام‌داران اصلی آن به‌شمار می‌آیند.
دفتر مرکزی این شرکت در شهر نیویورک، ایالات متحده آمریکا قرار دارد و سهام آن در بازار بورس نیویورک معامله می‌شود.